# Lee Ka Man
Lee Ka Man (嘉文 李), hongkonška veslačica, * 28. november 1986, Hong Kong.
Lee Ka Man je za Hong Kong nastopila na Poletnih olimpijskih igrah 2008 v Pekingu, kjer je v enojcu osvojila 23. mesto. 